# 안토니오 뤼디거
안토니오 뤼디거(독일어: Antonio Rüdiger, 1993년 3월 3일 ~ )는 독일의 축구 선수로 현재 스페인 프리메라리가의 레알 마드리드에서 수비수로 활동 중이다.

## 클럽 경력

### VfB 슈투트가르트

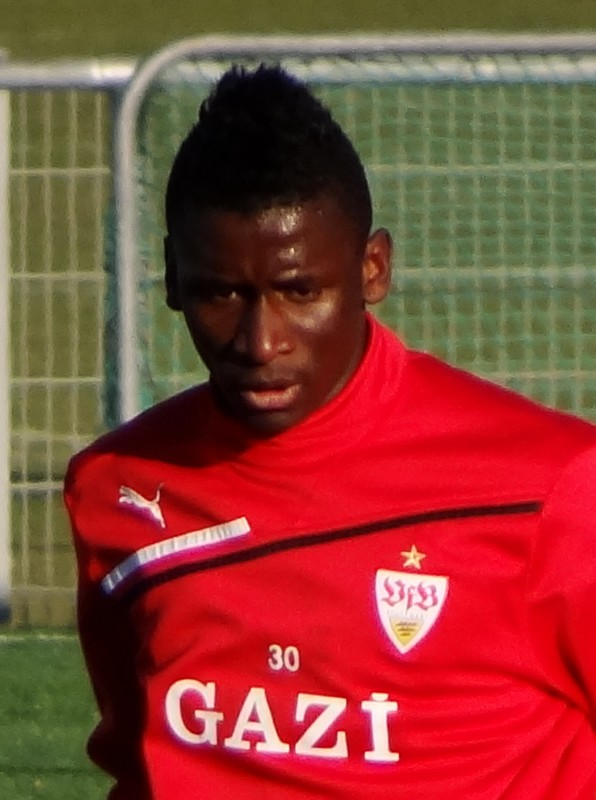
2012년 당시 VfB 슈투트가르트의 뤼디거.

2011년 7월 23일, 뤼디거는 아르미니아 빌레펠트와의 3. 리가 경기에서 VfB 슈투트가르트 II 소속으로 데뷔전을 치렀다. 이후 2012년 1월 29일, 뤼디거는 보루시아 묀헨글라트바흐와의 홈 경기에서 VfB 슈투트가르트 1군 소속으로 라파엘 홀츠하우저와 79분에 교체 투입되며 분데스리가 데뷔전을 치렀다. 그러나 경기는 3-0으로 패배했다.
2013년 4월, 뤼디거는 슈투트가르트와의 계약을 2017년 6월까지 연장했다. 6월 1일, 그는 바이에른 뮌헨과의 DFB-포칼컵 결승전에 출전했으나, 결국 3-2로 패배하여 준우승에 그쳤다. 그는 1군에서 24경기 출전, 리저브 팀에서 4경기 2골로 두 번째 시즌을 마무리했다.
뤼디거는 2013-14시즌에서 35경기에 출전해 2골을 기록했다. 그는 다음 시즌에 갖은 부상으로 인해 20경기 출전과 1도움을 기록하며 다소 아쉬운 시즌을 보냈다.

### 로마
2015년 8월 19일, 이탈리아 세리에 A의 클럽 로마는 슈투트가르트에게 400만 유로의 임대료를 지불하고 뤼디거를 임대 영입했다. 양 구단은 임대 계약 종료 후 900만 유로의 이적료로 완전 영입할 수 있는 선택 조항에 합의했다.
9월 12일, 그는 프로시노네와의 원정 경기에서 데뷔전을 치렀고, 팀은 2-0 승리를 거두었다. 2016년 1월 9일, 그는 1-1로 비긴 AC 밀란과의 홈 경기에서 경기 시작 4분만에 로마에서의 첫 골을 기록했다. 로마는 그의 골로 1-1 무승부를 거두었다. 그는 로마에서 37경기 2골을 기록하며 임대를 마쳤다. 5월 30일, 로마는 슈투트가르트에게 900만 유로 + 50만 유로의 보너스 이적료를 지급하여 뤼디거를 공식 영입했고, 그와 4년 계약을 체결했다.
2017년 2월 23일, 비야레알과의 UEFA 유로파 리그 32강전 홈 경기에서 46분에 코스타스 마놀라스를 대신해 교체 투입된 그는 81분에 경고 두 장을 받고 퇴장당했고, 결국 경기는 1-0으로 패배했다. 4월 30일, 그는 3-1로 패한 라치오와의 데르비 델라 카피탈레 경기에서 93분에 레드 카드를 받고 퇴장당했다. 뤼디거는 로마에서의 두 번째 시즌을 35경기 출전 4도움으로 마무리했다.

### 첼시

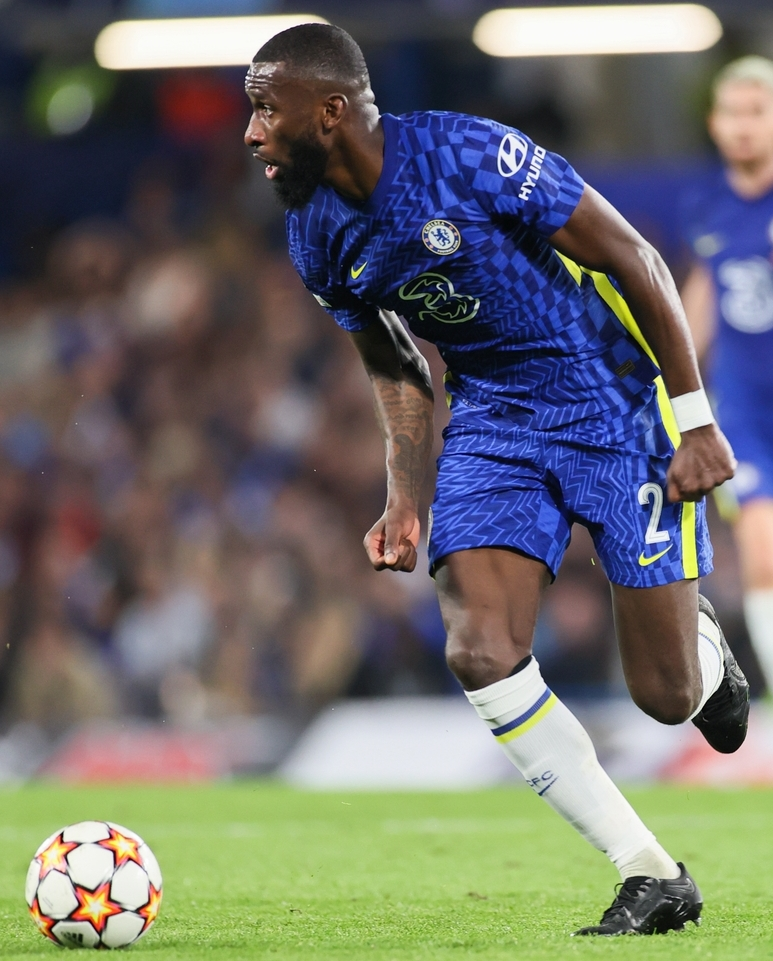
2021년 첼시에서 뛰는 뤼디거.

2017년 7월 9일, 첼시는 2,900만 파운드의 이적료로 뤼디거를 영입했고, 그와 5년 계약을 체결했다. 그는 등번호 2번을 부여받았다. 8월 6일, 그는 아스널과의 2017 FA 커뮤니티 실드 경기에서 79분에 마르코스 알론소와 교체 투입되어 첼시 데뷔전을 치렀으나, 승부차기 끝에 4-1로 패배했다. 그는 6일 후 스탬퍼드 브리지에서 열린 번리와의 경기에서 프리미어리그 데뷔전을 치렀다. 그는 2-1로 승리한 에버턴과의 EFL컵 16강전에서 첼시에서의 첫 골을 넣었고, 2017년 11월 29일 스완지 시티와의 홈 경기에서 리그 첫 골을 기록했다. 2018년 10월 20일, 뤼디거는 2-2로 비긴 맨체스터 유나이티드와의 홈 경기에서 2018-19시즌 첫 골을 기록했다.
2019년 12월 22일, 뤼디거는 토트넘 홋스퍼와의 원정 경기에서 자신을 향한 인종차별적 행동에 대한 불만을 제기했고, 이는 많은 언론의 보도를 받았다. 이는 축구계 인종차별에 대한 정부의 조치를 촉구하는 계기가 되었다. 그러나, 경찰 조사 결과 뤼디거에 대한 인종차별적 학대의 증거는 발견되지 않았고, 결국 이 사건을 기각했다.
2020년 2월 1일, 첼시에서의 100번째 출전 경기였던 킹 파워 스타디움에서 열린 레스터 시티와의 경기에서 그는 메이슨 마운트의 도움을 받아 멀티골을 기록했다. 2021년 5월 29일, 뤼디거는 이스타디우 두 드라강에서 열린 맨체스터 시티와의 UEFA 챔피언스리그 결승전에서 맨체스터 시티를 1-0으로 꺾고 커리어 최초로 UEFA 챔피언스리그 우승을 차지했다. 2022년 4월 12일, 그는 3-2로 이긴 레알 마드리드와의 2021-22년 UEFA 챔피언스리그 8강 원정 경기에서 챔피언스리그 첫 골을 기록하며 선전했지만, 결국 합계 점수 5-4로 패하며 탈락하였다. 5월 20일, 뤼디거는 첼시에 입단한 지 5년 만에 클럽을 떠날 것이라고 공식 발표했다.

### 레알 마드리드
2022년 6월 2일, 레알 마드리드는 뤼디거가 FA로 2022-23시즌부터 4년 계약을 체결했다고 발표했다. 2022년 6월 20일, 뤼디거는 레알 마드리드의 새로운 영입 선수로 발표되었다. 그는 등번호 22번을 받게 되었다. 8월 10일, 그는 2-0으로 승리한 아인트라흐트 프랑크푸르트와의 UEFA 슈퍼컵 경기에서 후반전에 교체 출전하여 레알 마드리드에서의 데뷔전을 치렀다. 2022년 9월 11일, 그는 4-1로 승리한 마요르카와의 경기에서 마지막 결승골을 넣어 레알 마드리드에서의 첫 골을 기록했다. 10월 11일, 그는 샤흐타르 도네츠크와의 UEFA 챔피언스리그 조별 리그 경기에서 95분에 극적 헤딩골을 넣으며 1-1 무승부를 기록했고, 팀은 결선 토너먼트 단계 진출에 성공했다. 이 경기에서 뤼디거는 헤딩을 시도하던 중 샤흐타르의 골키퍼 아나톨리 트루빈과 충돌해 얼굴에 20바늘을 꿰매는 부상을 입었다.

## 국가대표팀 경력
2014년 5월 13일 폴란드와의 경기에서 독일 축구 국가대표팀으로 첫 데뷔전을 치렀다.
2022년 FIFA 월드컵에서 조별리그 1차전 일본과의 경기에서 상대 선수인 아사노 타쿠마를 조롱하는 비신사적인 행위를 했는데 공교롭게도 그 타쿠마가 골을 넣어 뤼디거의 독일은 그 경기를 패하고 이것이 원인이 되어 독일은 조별리그 탈락했다.

## 사생활
아프리카계 독일인 아버지와 시에라리온인 어머니 사이에서 태어났다.

## 출전 통계
match played 22 January 2025  기준
| Club          | Season       | League         | League | League | National cup | National cup | League cup | League cup | Europe | Europe | Other | Other | Total | Total |
| Club          | Season       | Division       | Apps   | Goals  | Apps         | Goals        | Apps       | Goals      | Apps   | Goals  | Apps  | Goals | Apps  | Goals |
| ------------- | ------------ | -------------- | ------ | ------ | ------------ | ------------ | ---------- | ---------- | ------ | ------ | ----- | ----- | ----- | ----- |
| VfB Stuttgart | 2011–12      | Bundesliga     | 1      | 0      | 0            | 0            | —          | —          | —      | —      | —     | —     | 1     | 0     |
| VfB Stuttgart | 2012–13      | Bundesliga     | 16     | 0      | 4            | 0            | —          | —          | 4      | 0      | —     | —     | 24    | 0     |
| VfB Stuttgart | 2013–14      | Bundesliga     | 30     | 2      | 1            | 0            | —          | —          | 4      | 0      | —     | —     | 35    | 2     |
| VfB Stuttgart | 2014–15      | Bundesliga     | 19     | 0      | 1            | 0            | —          | —          | —      | —      | —     | —     | 20    | 0     |
| VfB Stuttgart | Total        | Total          | 66     | 2      | 6            | 0            | —          | —          | 8      | 0      | —     | —     | 80    | 2     |
| Roma          | 2015–16      | Serie A        | 30     | 2      | 1            | 0            | —          | —          | 6      | 0      | —     | —     | 37    | 2     |
| Roma          | 2016–17      | Serie A        | 26     | 0      | 4            | 0            | —          | —          | 5      | 0      | —     | —     | 35    | 0     |
| Roma          | Total        | Total          | 56     | 2      | 5            | 0            | —          | —          | 11     | 0      | —     | —     | 72    | 2     |
| Chelsea       | 2017–18      | Premier League | 27     | 2      | 6            | 0            | 5          | 1          | 6      | 0      | 1     | 0     | 45    | 3     |
| Chelsea       | 2018–19      | Premier League | 33     | 1      | 2            | 0            | 4          | 0          | 4      | 0      | 1     | 0     | 44    | 1     |
| Chelsea       | 2019–20      | Premier League | 20     | 2      | 4            | 0            | 0          | 0          | 2      | 0      | 0     | 0     | 26    | 2     |
| Chelsea       | 2020–21      | Premier League | 19     | 1      | 4            | 0            | 0          | 0          | 11     | 0      | —     | —     | 34    | 1     |
| Chelsea       | 2021–22      | Premier League | 34     | 3      | 5            | 0            | 3          | 1          | 9      | 1      | 3     | 0     | 54    | 5     |
| Chelsea       | Total        | Total          | 133    | 9      | 21           | 0            | 12         | 2          | 32     | 1      | 5     | 0     | 203   | 12    |
| Real Madrid   | 2022–23      | La Liga        | 33     | 1      | 5            | 0            | —          | —          | 10     | 1      | 5     | 0     | 53    | 2     |
| Real Madrid   | 2023–24      | La Liga        | 33     | 1      | 1            | 0            | —          | —          | 12     | 0      | 2     | 1     | 48    | 2     |
| Real Madrid   | 2024–25      | La Liga        | 20     | 0      | 1            | 0            | —          | —          | 7      | 2      | 4     | 0     | 32    | 2     |
| Real Madrid   | Total        | Total          | 86     | 2      | 7            | 0            | —          | —          | 29     | 3      | 11    | 1     | 133   | 6     |
| Career total  | Career total | Career total   | 341    | 15     | 39           | 0            | 12         | 2          | 80     | 4      | 16    | 1     | 488   | 20    |

## 수상

#### 첼시
- FA컵 : 2017-18
- UEFA 챔피언스리그 : 2020-21
- UEFA 유로파리그 : 2018-19
- UEFA 슈퍼컵 : 2021
- FIFA 클럽 월드컵 : 2021

#### 레알 마드리드
- 라리가 : 2023-24
- 국왕컵 : 2022-23
- 수페르코파 데 에스파냐 : 2024
- UEFA 챔피언스리그 : 2023-24
- UEFA 슈퍼컵 : 2022, 2024
- FIFA 클럽 월드컵 : 2022
- 인터컨티넨탈컵 : 2024

#### 독일
- FIFA 컨페더레이션스컵 : 2017

### 개인
- 프리츠 발터 U-19 금메달 : 2012
- UEFA 챔피언스리그 시즌의 스쿼드 : 2020-21, 2021-22, 2023-24
- PFA 올해의 팀 : 2021-22
- 라리가 시즌의 팀 : 2023-24
- ESM 올해의 팀 : 2021-22, 2023-24
- FIFPRO 월드 11 : 2024
- 더 베스트 피파 11 : 2024
- IFFHS 올해의 팀 : 2024